# Бабакова, Татьяна Анатольевна
Татьяна Анатольевна Бабакова (род. 10 апреля 1948) — советский и российский учёный-педагог, доктор педагогических наук, профессор, специализируется в области педагогики высшей школы и экологического образования.

## Биография
В 1971 году окончила биологический факультет Петрозаводского государственного университета (ПетрГУ).
В 1977 году защитила диссертацию кандидата педагогических наук в НИИ содержания и методов обучения АПН СССР (г. Москва) и начала работать на кафедре педагогики и психологии ПетрГУ.
В 1996 году защитила диссертацию доктора педагогических наук в Институте общего среднего образования РАО (г. Москва).
В 2000 году присвоено ученое звание профессора, в 2008 году избрана академиком Международной академии наук педагогического образования (МАНПО).
Член Научного совета по проблемам экологического образования при Президиуме РАО.

## Труды
Автор и соавтор более 170 публикаций.
- Бабакова Т. А. Младшим школьникам о природе Карелии / Т. А. Бабакова, А. П. Момотова. — Петрозаводск : Карелия, 1988. — 215 с. — ISBN 5-7545-0080-7.
- Бабакова Т. А. 500 экологических задач / Т. А. Бабакова, А. П. Момотова. — Петрозаводск : Карелия, 1991. — 121 с. — ISBN 5-7545-0478-0.
- Бабакова Т. А. Юному натуралисту / Т. А. Бабакова, А. П. Момотова. — Петрозаводск : Карелия, 1995. — 164 с. — ISBN 5-7545-0561-2.

Соавтор учебников учебно-методического комплекса «Моя Карелия» для учащихся 6—9 классов общеобразовательных учреждений Республики Карелии (раздел «Биология. Экология»).
Монографии
- Бабакова Т. А. Педагогические основы школьного экологического краеведения. — Петрозаводск : Изд-во ПетрГУ, 2001. — 192 с.
- Бабакова Т. А. Психолого-педагогическое сопровождение образовательного процесса в университете / Т. А. Бабакова, Е. А. Раевская, А. С. Сухоруков, Ю. Ю. Терюшкова ; под ред. Т. А. Бабаковой. — Петрозаводск : Изд-во ПетрГУ, 2015. — 104 с. — ISBN 978-58021-2801-5.

Учебные пособия
- Бабакова Т. А. Педагогика : Часть 1: История педагогики и образования. — Петрозаводск : Изд-во ПетрГУ, 2008. — 183 с. — ISBN 978-5-8021-0798-0.
- Бабакова Т. А. Педагогика : Часть 2: Теоретические и технологические основы образования. — Петрозаводск : Изд-во ПетрГУ, 2008. — 187 с. — ISBN 978-5-8021-0915-1.
- Бабакова Т. А. Педагогика высшей школы. — Петрозаводск : Изд-во ПетрГУ, 2009. — 249 с. — ISBN 978-5-8021-1025-6.
- Бабакова Т. А. Самостоятельная работа студентов по педагогике в университете. — Петрозаводск : Изд-во ПетрГУ, 2013. — 178 с. — ISBN 978-5-8021-1025-6.
- Бабакова Т. А. Методика обучения биологии. — Петрозаводск : Изд-во ПетрГУ, 2014. — 110 с. — ISBN 978-5-8021-2103-0.
- Бабакова Т. А. Научно-методический проект. — Петрозаводск : Изд-во ПетрГУ, 2015. — 54 с. — ISBN 978-5-8021-2550-2.
- Бабакова Т. А. Современная социокультурная ситуация и тенденции развития образования. — Петрозаводск : Изд-во ПетрГУ, 2017. — [60] с. — ISBN 978-5-8021-3150-3.
- Бабакова Т. А. Педагогические основы высшего образования. — Петрозаводск : Изд-во ПетрГУ, 2018. — [422] с. — ISBN 978-5-8021-3254-8.
- Бабакова Т. А. Педагогические основы высшего образования : дидактические материалы. — Петрозаводск : Изд-во ПетрГУ, 2018. — [70] с. — ISBN ISBN 978-5-8021-3257-9.

Статьи в научных журналах
- Бабакова Т. А. Технология педагогического сопровождения научно-методического проекта студентов магистратуры в университете // Учёные записки Петрозаводского государственного университета. — 2014. — № 5 (142). — С. 27—30. — ISSN 2542-1077.
- Бабакова Т. А. Каскадная модель в реализации научно-методического обеспечения самостоятельной работы студентов / Т. А. Бабакова, И. А. Милюкова, Д. И. Сачук // Учёные записки Петрозаводского государственного университета. — 2015. — № 3 (148). — С. 42—48. — ISSN 2542-1077.
- Бабакова Т. А. Экологизация регионального компонента школьного образования как средство реализации принципа дополнительности // Непрерывное образование: XXI век. — 2015. — Вып. 3 (11). — С. [1—20]. — ISSN 2308-7234. — doi:10.15393/j5.art.2015.2924.
- Бабакова Т. А. Общеучебные умения обучающихся как фактор адаптации к учебной деятельности в высшей школе // Непрерывное образование: XXI век. — 2017. — Вып. 2 (18). — С. [1—11]. — ISSN 2308-7234. — doi:10.15393/j5.art.2017.3485.

## Награды и премии
- Бронзовая медаль ВДНХ (1974)
- Нагрудный знак «За активную работу в Педагогическом обществе РСФСР» (1985)
- Серебряная медаль ВДНХ (1988)
- Заслуженный работник высшей школы Российской Федерации (1999) — за заслуги в научной работе, значительный вклад в дело подготовки высококвалифицированных специалистов[7]
- Почётный работник высшего профессионального образования Российской Федерации (2005)
- Медаль К. Д. Ушинского (2015)